# Юнтолово

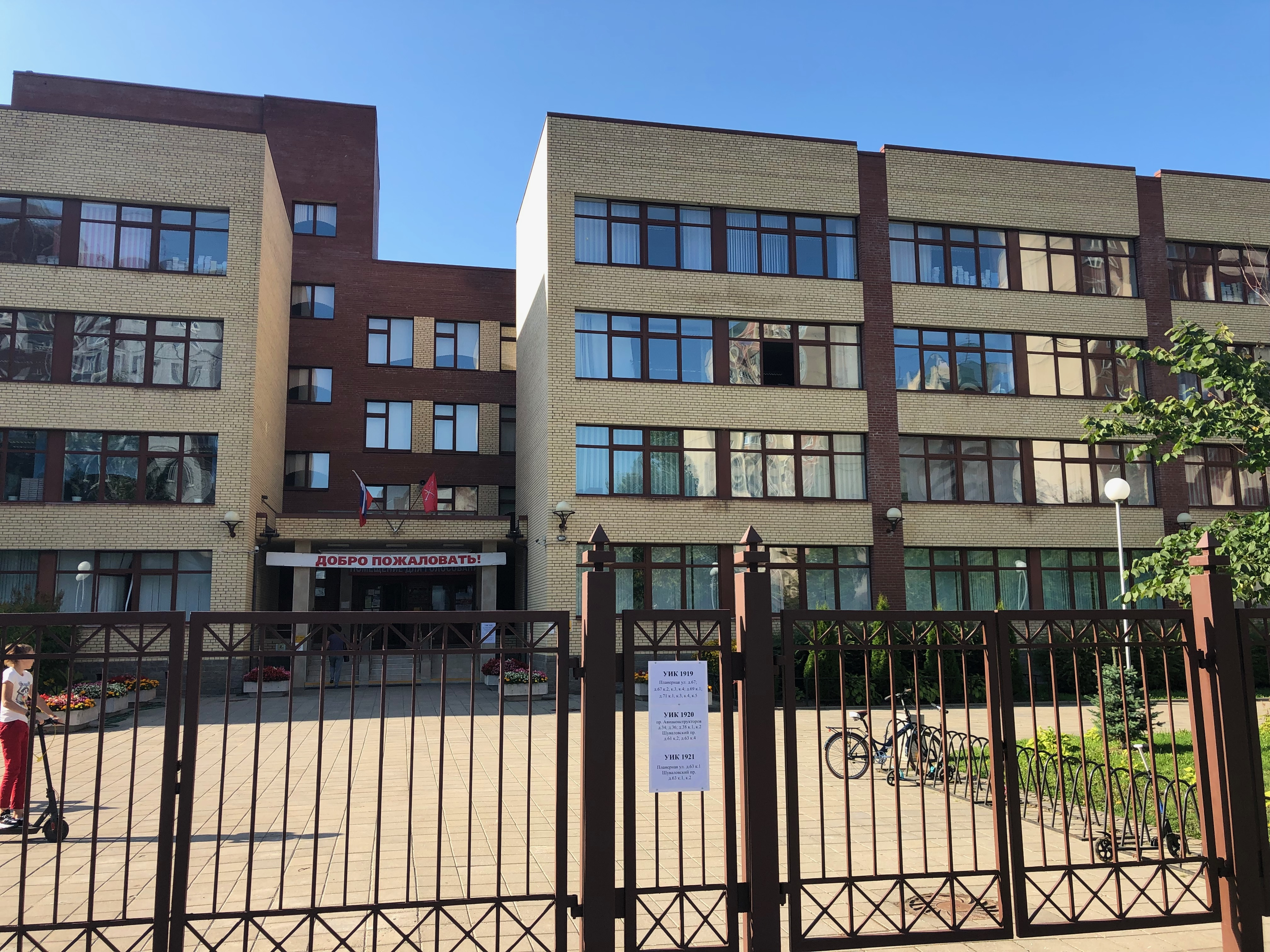
Школа 246

Ю́нтолово — муниципальный округ № 69 в составе Приморского района Санкт-Петербурга.

## Название
Название для муниципального округа № 69 Санкт-Петербурга было выбрано депутатами муниципального образования, избранными в 1997 году. Лесничество, Канцелярия Губернатора Санкт-Петербурга, Топонимическая комиссия Санкт-Петербурга и Дирекция особо охраняемых природных территорий не располагают сведениями о происхождении названия округа. Согласно данным доктора истории Аксели Кауракарху, до присвоения муниципальному округу именного названия на карте Санкт-Петербурга существовали 3 «Юнтолово»: речка Юнтоловка, Юнтоловская улица, Юнтоловская лесная дача, первичным из которых является название реки. Отмечается, что присвоение наименования Юнтолово муниципальному округу не совсем исторически и территориально верно ввиду далёкого расположения от речки Юнтоловки.

## Границы округа
- от восточного берега Лахтинского разлива по оси реки Каменки до населенного пункта Большая Каменка
- по границе земель сельскохозяйственного предприятия «Пригородный» до Шуваловского проспекта
- по оси Шуваловского проспекта до западной стороны полосы отвода подъездной железнодорожной ветки
- по западной стороне полосы отвода подъездной железнодорожной ветки до местного проезда
- по оси местного проезда до южной границы территории предприятия «Экогазсервис»
- по южной границе территории предприятия «Экогазсервис» до южного берега пруда
- по южному берегу пруда до северной границы территории предприятия «Викаар-прим»
- по северной и восточной границе территорий предприятий «Викаар-прим» и «Радар» до Новосельковской улицы
- по оси Новосельковской улицы до Репищевой улицы
- по оси Репищевой улицы до Парашютной улицы
- по оси Парашютной улицы до Долгоозёрной улицы
- по оси Долгоозёрной улицы до Планерной улицы
- по оси Планерной улицы до Камышовой улицы
- по оси Камышовой улицы до реки Глухарки
- по оси реки Глухарки до восточного берега Лахтинского разлива
- по восточному берегу Лахтинского разлива до реки Каменки.

## Население
| 2002     | 2010     | 2012     | 2013     | 2014     | 2015     | 2016     |
| -------- | -------- | -------- | -------- | -------- | -------- | -------- |
| 74 382   | ↗100 745 | ↗103 214 | ↗105 378 | ↗107 919 | ↗109 824 | ↗111 115 |
| 2017     | 2018     | 2019     | 2020     | 2021     | 2023     |          |
| ↗112 166 | ↗114 184 | ↗114 755 | ↗115 611 | ↘113 047 | ↗114 257 |          |

## Транспорт
После 2023 года в районе планируется открытие двух станций метрополитена: «Богатырская» и «Каменка».